# Van Wijk (cráter)
Van Wijk es un pequeño cráter de impacto que se encuentra en la parte sur de la cara oculta de la Luna, al noroeste de la enorme planicie amurallada de Schrödinger, y al suroeste del cráter Fechner.
|  |

El borde de este cráter tiene una notable protuberancia hacia el sur, aunque en líneas generales es relativamente circular. El perímetro permanece relativamente afilado, con un cierto desgaste en las caras norte y noroeste. Las paredes internas se inclinan uniformemente hacia la plataforma central, relativamente plana y sin rasgos destacables.